# Wehrliola punctaria
Wehrliola punctaria är en fjärilsart som beskrevs av John Henry Leech 1897. Wehrliola punctaria ingår i släktet Wehrliola och familjen mätare. Inga underarter finns listade i Catalogue of Life.